# Anthony Mamo

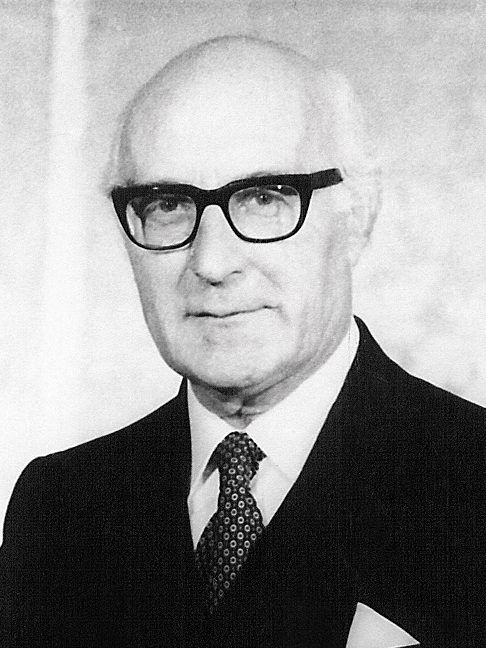
Anthony Joseph Mamo

Sir Anthony Joseph Mamo (* 9. Januar 1909 in Birkirkara; † 1. Mai 2008 in Mosta) war ein maltesischer Politiker und 1974 bis 1976 Präsident von Malta.

## Biografie

### Studium und berufliche Tätigkeiten
Anthony Mamo studierte Rechtswissenschaften an der Universität Malta und schloss sein Studium 1931 zunächst mit einem Bachelor of Arts (B.A.) ab. 1934 promovierte er zum Doctor of Laws (LL.D.). Aufgrund seiner guten Studienabschlüsse erhielt er zwei Stipendien („Travelling Scholarship“ und „Bugeja Scholarship“). Anschließend war er ein Jahr als Rechtsanwalt tätig.
1935 begann Mamo seine Karriere im öffentlichen Dienst. Zunächst wurde er im Oktober 1936 zum Mitglied einer Kommission zur Überarbeitung des Maltesischen Rechts ernannt. Dieser Kommission gehörte er bis zur Beendigung der Überarbeitung im Jahr 1942 an. Zeitgleich leistete er nach Beginn des Zweiten Weltkriegs freiwillige Dienste in der Flüchtlings- und Wohlfahrtsarbeit.
1942 wurde Mamo Kronanwalt in Büro des Generalstaatsanwalts. Von 1943 bis 1957 war er zugleich Professor für Strafrecht an der Universität Malta. Zudem war er viele Jahre Präsident des Rates und Prokanzler der Hochschule.
Als Malta 1947 erneut durch eine eigene Verfassung von der Kolonialmacht Großbritannien ein Selbstverwaltungsrecht zugesprochen bekam, wurde er Chefrechtsberater und diente als solcher den vier Premierministern Paul Boffa, Enrico Mizzi, Ġorġ Borg Olivier und Dom Mintoff. In dieser Funktion beriet er die Regierung insbesondere bei Diskussionen und Verhandlungen mit der britischen Regierung.
1955 stieg er schließlich selbst zum Generalstaatsanwalt auf. Zwei Jahre später wurde er zum Obersten Richter und Präsidenten des Appellationsgerichts ernannt.
Nach der Unabhängigkeit Maltas am 21. September 1964 wurde er Präsident des neueingerichteten Verfassungsgerichts und 1967 zusätzlich Präsident des neu geschaffenen Berufungsgerichts in Strafverfahren.

### Letzter britischer Generalgouverneur und erster Präsident Maltas
Sir Anthony Mamo war bereits als Oberster Richter vom 27. Juni 1962 bis 2. Juli 1962 für einige Tage amtierender Gouverneur von Malta. In den folgenden Jahren übernahm er immer wieder bei verschiedenen Gelegenheiten Aufgaben eines amtierenden Gouverneurs bzw. Generalgouverneurs.
Am 4. Juli 1971 wurde er von Königin Elisabeth II. zum Nachfolger von Sir Maurice Henry Dorman als Generalgouverneur ernannt und war damit der erste Malteser in diesem Amt.
Als Malta am 13. Dezember 1974 Republik wurde, wurde er zum ersten Präsidenten der Republik gewählt. Dieses Amt behielt er bis zu seiner Ablösung durch Anton Buttiġieġ am 26. Dezember 1976.

## Ehrungen und Auszeichnungen
- Honary Queen‘s Counselor (H.Q.C.) 1955
- Order of the British Empire (OBE) 1957
- Knight Bachelor 1959
- Ehrendoktor (Dr. h. c.) der Literaturwissenschaften (Malta University)[1]
- Ritter des Ehrwürdigen Ordens von St. John